# Billy Rafferty
Billy Rafferty, diminutivo di William Henry Rafferty (Glasgow, 30 dicembre 1950) è un ex calciatore scozzese, di ruolo attaccante.

## Carriera
Dopo aver giocato nelle giovanili del Coventry City viene aggregato alla prima squadra nel 1968, facendo tuttavia il suo effettivo esordio tra i professionisti solamente nella stagione 1969-1970, durante la quale gioca una partita nella prima divisione inglese; nella stagione seguente, invece, oltre a giocare una partita in Coppa delle Fiere disputa 9 partite di campionato, segnando anche la sua prima rete. Pur trascorrendo ulteriori due stagioni con gli Sky Blues, non riesce comunque mai ad imporsi nella formazione titolare: nella stagione 1971-1972 segna infatti 2 reti in 13 presenze, mentre in quella successiva gioca 4 partite senza mai segnare, trasferendosi peraltro a stagione in corso al Blackpool, in seconda divisione: rimane ai Tangerines fino al gennaio del 1974, quando, dopo 9 reti in complessive 36 presenze in campionato, scende in terza divisione al Plymouth, club con il quale conclude poi la stagione 1974-1975 conquistando una promozione in seconda divisione, categoria nella quale torna pertanto a giocare durante la stagione 1975-1976.
Nell'estate del 1976, dopo complessive 90 presenze e 35 reti con la maglia del Plymouth, si trasferisce al Carlisle Utd: con in club della Cumbria durante la stagione 1976-1977 retrocede in terza divisione, e successivamente nel gennaio del 1978, dopo un totale di 72 presenze e 27 reti, torna a giocare in prima divisione, al Wolverhampton; la sua prima mezza stagione ai Wolves è positiva, e si chiude con 4 reti in 13 presenze. Nella stagione 1978-1979, invece, pur giocando 27 partite (il suo massimo in carriera in un singolo campionato di prima divisione) segna solamente 2 reti. L'anno seguente dopo ulteriori 4 partite (durante le quali non trova mai la via del gol) viene ceduto al Newcastle Utd, club con cui trascorre una stagione e mezzo in seconda divisione segnando 6 reti in 39 presenze.
Nel gennaio del 1981 viene ceduto al Portsmouth, in terza divisione; qui, nella stagione 1982-1983 vince il campionato, trascorrendo poi la stagione 1983-1984 in seconda divisione, per un totale di 102 presenze e 40 reti in incontri di campionato con il club; dopo un ulteriore biennio trascorso in terza divisione al Bournemouth (58 presenze e 19 reti), si trasferisce in Portogallo, dove gioca fino al 1989 con le maglie di Farense e Louletano.
In carriera ha totalizzato complessivamente 468 presenze e 145 reti nei campionati della Football League.

## Palmarès

### Club

#### Competizioni nazionali
- Third Division: 1

Portsmouth: 1982-1983
- Football League Trophy: 1

Bournemouth: 1983-1984